# Bobbio (cognome)
Bobbio è un cognome di lingua italiana.

## Varianti
Bovio.

## Origine e diffusione
Cognome tipicamente Italia settentrionale, è presente prevalentemente in Emilia, Liguria e Piemonte.
Potrebbe derivare dai toponimi Bobbio e Bobbio Pellice; alternativamente, potrebbe essere una variante di Bovio ed essere quindi affine a Bove.

## Persone
- Norberto Bobbio – filosofo del diritto e della politica italiano
- Olimpio Bobbio – attore argentino di origini italiane
- Orazio Bobbio – attore e regista italiano